# Papiro 27
O Papiro 27  ({\displaystyle {\mathfrak {P}}}27) é um antigo papiro do Novo Testamento que contém fragmentos dos capítulos oito e nove da Epístola aos Romanos (8:12-22.24-27; 8:33-9:3.5-9).